# Sobibor, 14. Oktober 1943, 16 Uhr
Sobibor, 14. Oktober 1943, 16 Uhr ist ein Dokumentarfilm des französischen Filmemachers Claude Lanzmann aus dem Jahr 2001.
Auf die Fragen von Claude Lanzmann antwortet Yehuda Lerner, einer der Überlebenden des Aufstands, zu den Bildern von der Gedenkstätte mit klaren und einfachen Worten, zu seinem Schicksal als 16-jähriger Zwangsarbeiter im deutschen Vernichtungslager Sobibor (KZ) und seiner Teilnahme am Aufstand von Sobibór unter der Führung von Alexander Petscherski am 14. Oktober 1943. Dieses Datum und die vereinbarte Uhrzeit erscheinen im Titel des Films.
Der Film besteht aus zwei Ebenen. Die erste Ebene bildet das Interview Lanzmanns mit Lerner, das 1979 gefilmt wurde im Zusammenhang mit dem damals vorbereiteten Film  Shoah. Da der Aufstand in Sobibór eine umfangreiche Sache für sich war, und Lerner sie sehr eindrucksvoll geschildert hatte, entschloss sich Lanzmann, ihm einen separaten Film zu widmen. Es dauerte aber Jahre, bis er die Idee bekam, wie er aus dem entstandenen Material einen Film machen würde. Im Herbst 2000 drehte er das restliche Material. Es sind Ansichten von Minsk in Weißrussland, einer Zugfahrt nach Sobibór, der Bahnstation ebendort, aber vor allem der Umgebung, die ein großes Waldgebiet ist. Man sieht auch Überreste des Vernichtungslagers. Dieses später gedrehte Material wird meistens als Intermezzos zwischen den Phasen des Gesprächs verwendet, teilweise auch als Illustration, und verleiht dem Film einerseits etwas Ruhe, andererseits bilden diese Bilder durch ihre Schönheit einen Kontrast zum eigentlichen Thema.
Das eigentliche Interview sieht so aus, dass Lanzmann seine Fragen aus dem Off auf Französisch stellt. Im Bild ist außer Lerner immer wieder flüchtig auch eine sehr versierte Dolmetscherin (Francine Kaufmann) zu sehen, die seine hebräischen Ausführungen ins Französische übersetzt. Das Interview wurde an zwei Tagen durchgeführt und das komplette Material hatte eine Länge von mehr als 10 Stunden. Es existiert eine Fassung mit deutschen Untertiteln.
Die letzte etwa anderthalbminutige Sequenz des Filmes ist den Ermordeten von Sobibór gewidmet und einem Kaddisch nachempfunden. Um das Gedenken an Verstorbene zu ehren, sollen sie mit ihren Namen genannt werden. Da dies im Film nicht möglich ist, einerseits, weil es viel zu lange dauern würde, andererseits, weil nur ein Teil der Namen der Opfer bekannt ist, entscheidet sich Lanzmann, die Namen der Orte zu nennen, von wo die Transporte nach Sobibór kamen. Im Bild sieht man jeweils eine der in der Gedenkstätte angebrachten Steintafeln mit den Ortsnamen, und Lanzmann liest den Namen (ohne sich darum zu bemühen, dass die Aussprache andeutungsweise richtig wäre) mit der Angabe auf Englisch über die Zahl der Ermordeten.